# Mõniste (plaats)
Mõniste (Duits: Menzen; Võro: Mõnistõ) is een plaats in de Estlandse gemeente Rõuge, provincie Võrumaa. De plaats heeft de status van dorp (Estisch: küla).
Tot in oktober 2017 was Mõniste de hoofdplaats van de gemeente Mõniste. In die maand werd de gemeente bij de gemeente Rõuge gevoegd.

## Bevolking
Het dorp had 213 inwoners op 31 december 2011 en 229 inwoners op 31 december 2021.

## Ligging
De plaats ligt aan de rivier Mustjõgi en op de splitsing van de wegen Tugimaantee 67 en Tugimaantee 68. Bij Mõniste ligt een klein openluchtmuseum.

## Geschiedenis
Mõniste werd voor het eerst genoemd in 1386 als dorp onder de naam Mendis. In 1529 werd Mõniste onder de naam Mensz genoemd als landgoed. Tot 1765 was het landgoed in handen van de familie von Uexküll. In 1817 werd een deel van het landgoed verkocht. Dat werd het landgoed Neu-Rosen (Vastse-Roosa). In 1826 kwam het landgoed Menzen (Mõniste) in handen van de familie von Wulf. Op het eind van de 19e eeuw kwamen Menzen en Neu-Rosen onder de familie von Wulf weer in één hand. Eduard von Wulf was de laatste eigenaar voordat het landgoed in 1919 door het onafhankelijk geworden Estland werd onteigend. Van het landgoed is alleen het park bewaard gebleven. Het landhuis werd vernield tijdens de Estische Onafhankelijkheidsoorlog.
In 1702, tijdens de Grote Noordse Oorlog, werd bij Mõniste slag geleverd tussen Russische en Zweedse troepen. De slag eindigde in een Russische overwinning.
Pas in 1977 kreeg Mõniste officieel de status van dorp. Bovendien werd het buurdorp Aidamäe bij Mõniste gevoegd.

## Foto's

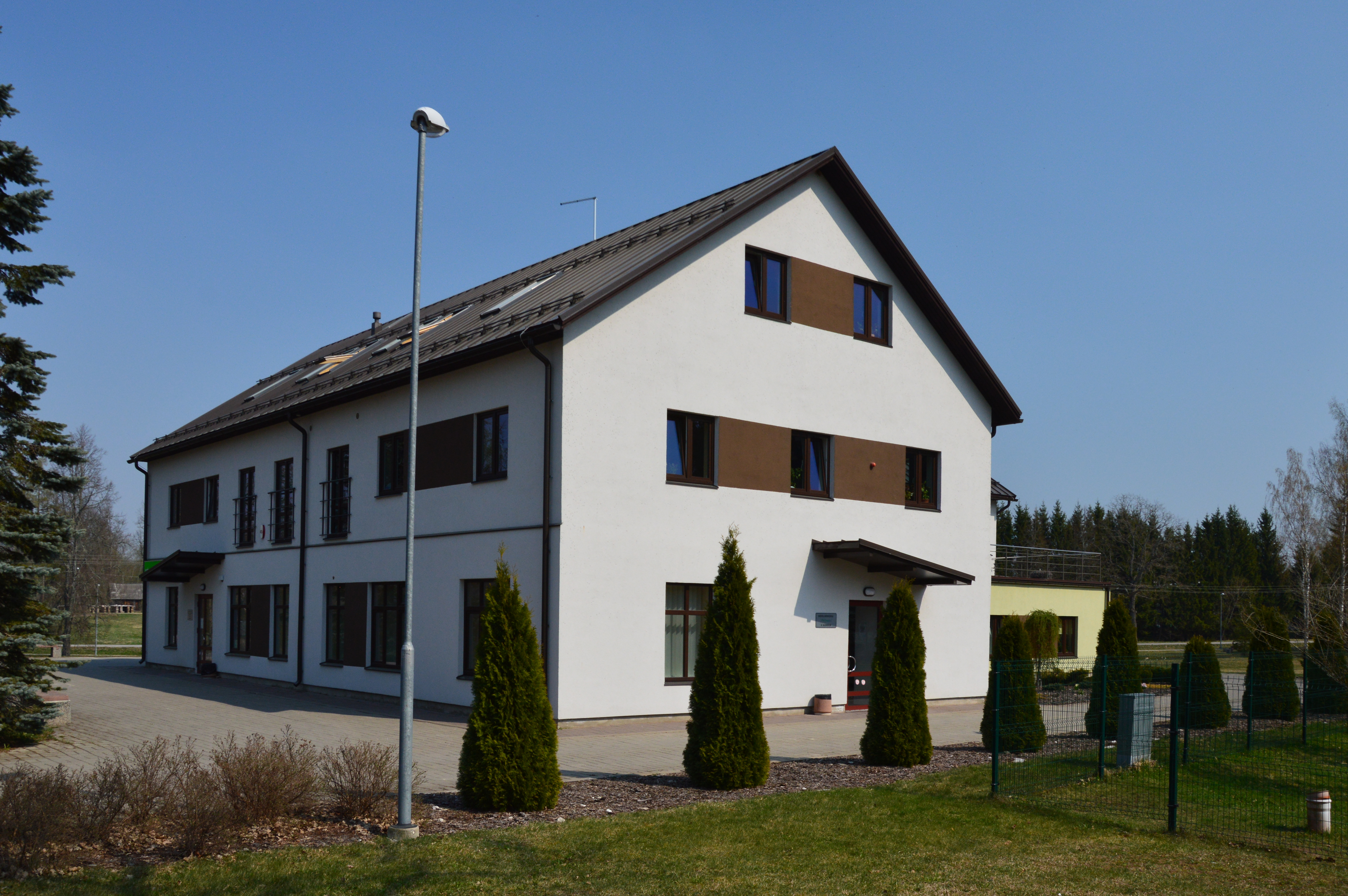
Gemeenschapshuis annex bibliotheek
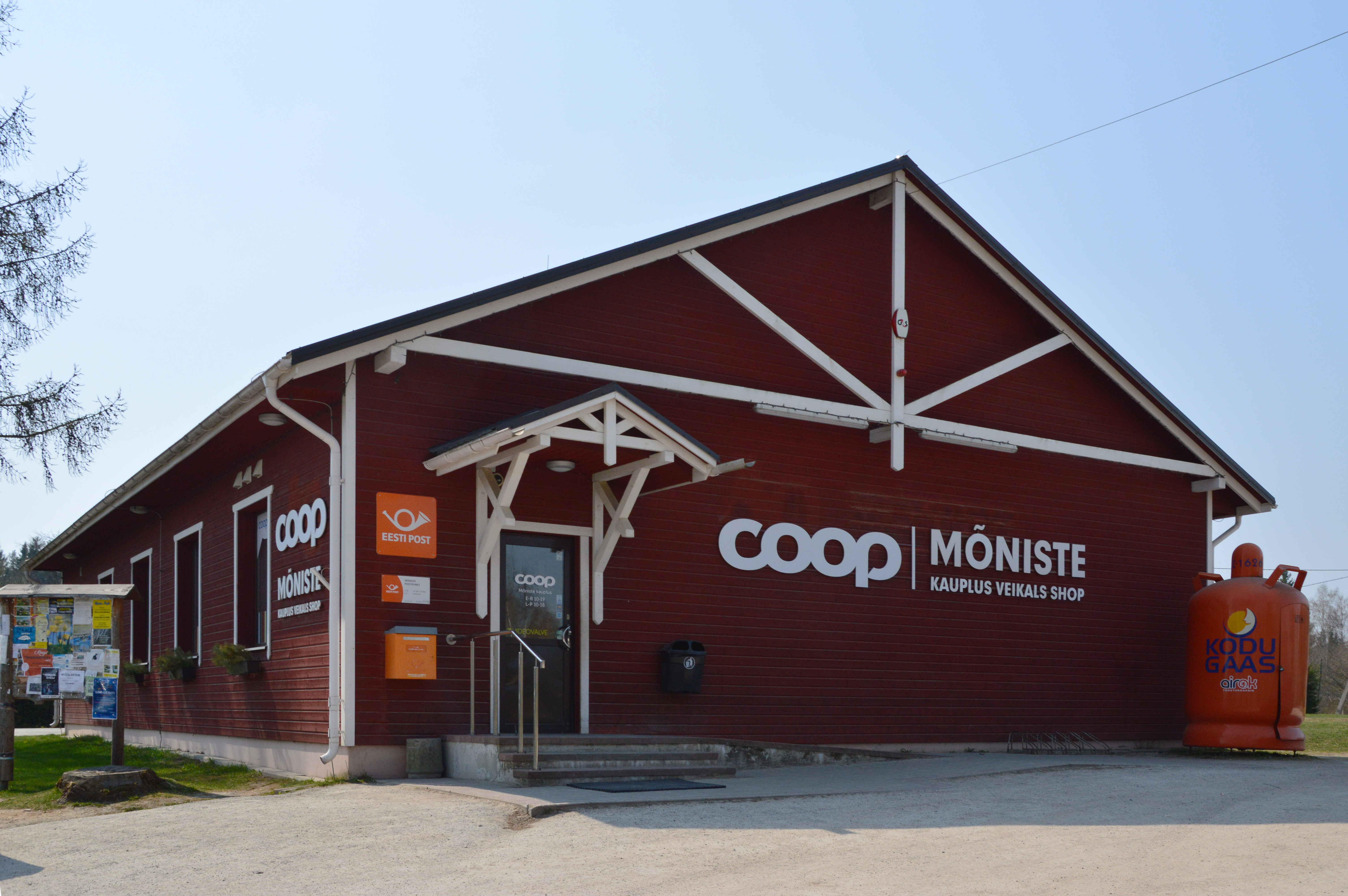
Supermarkt
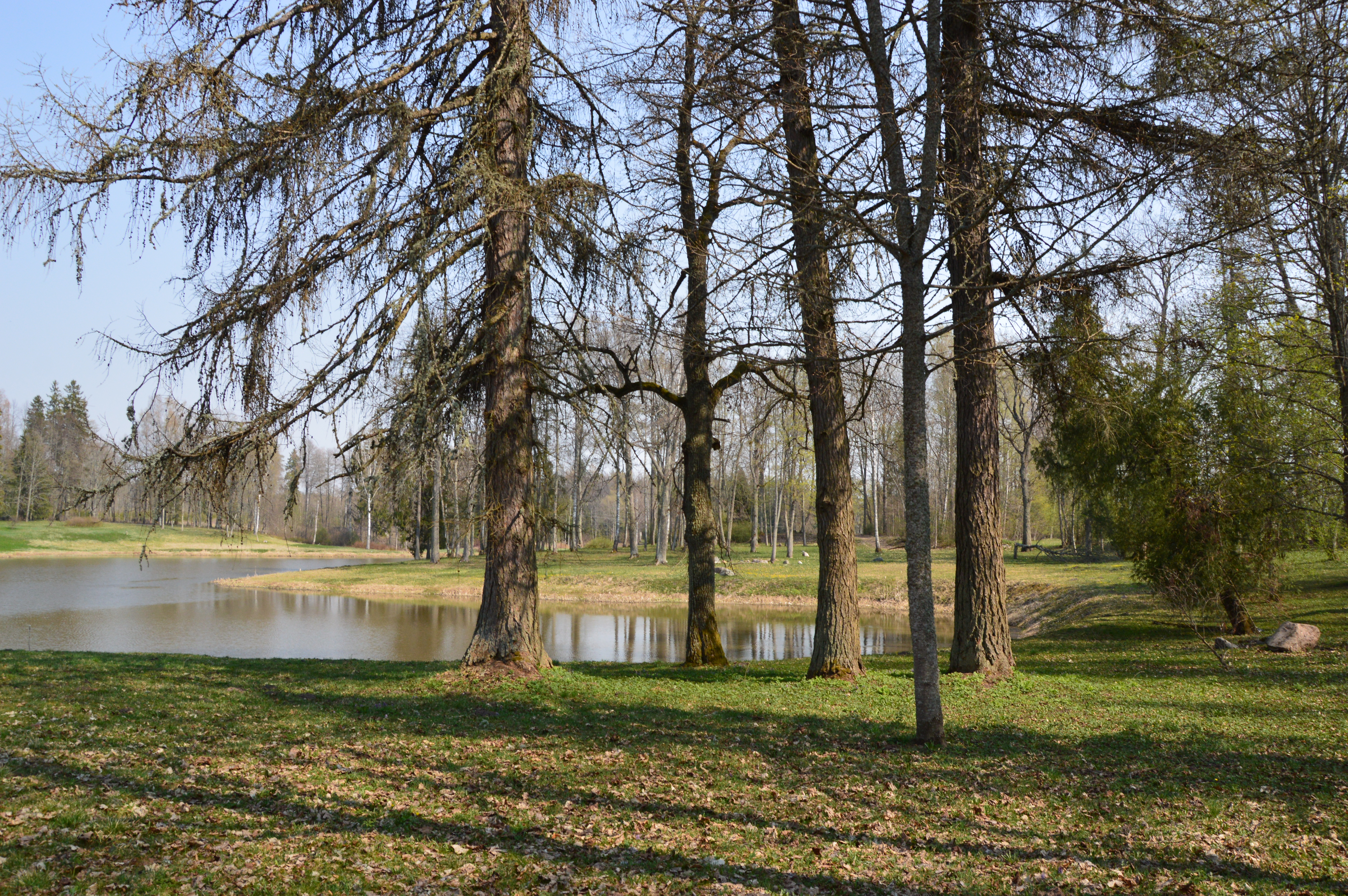
Het park van het voormalige landgoed
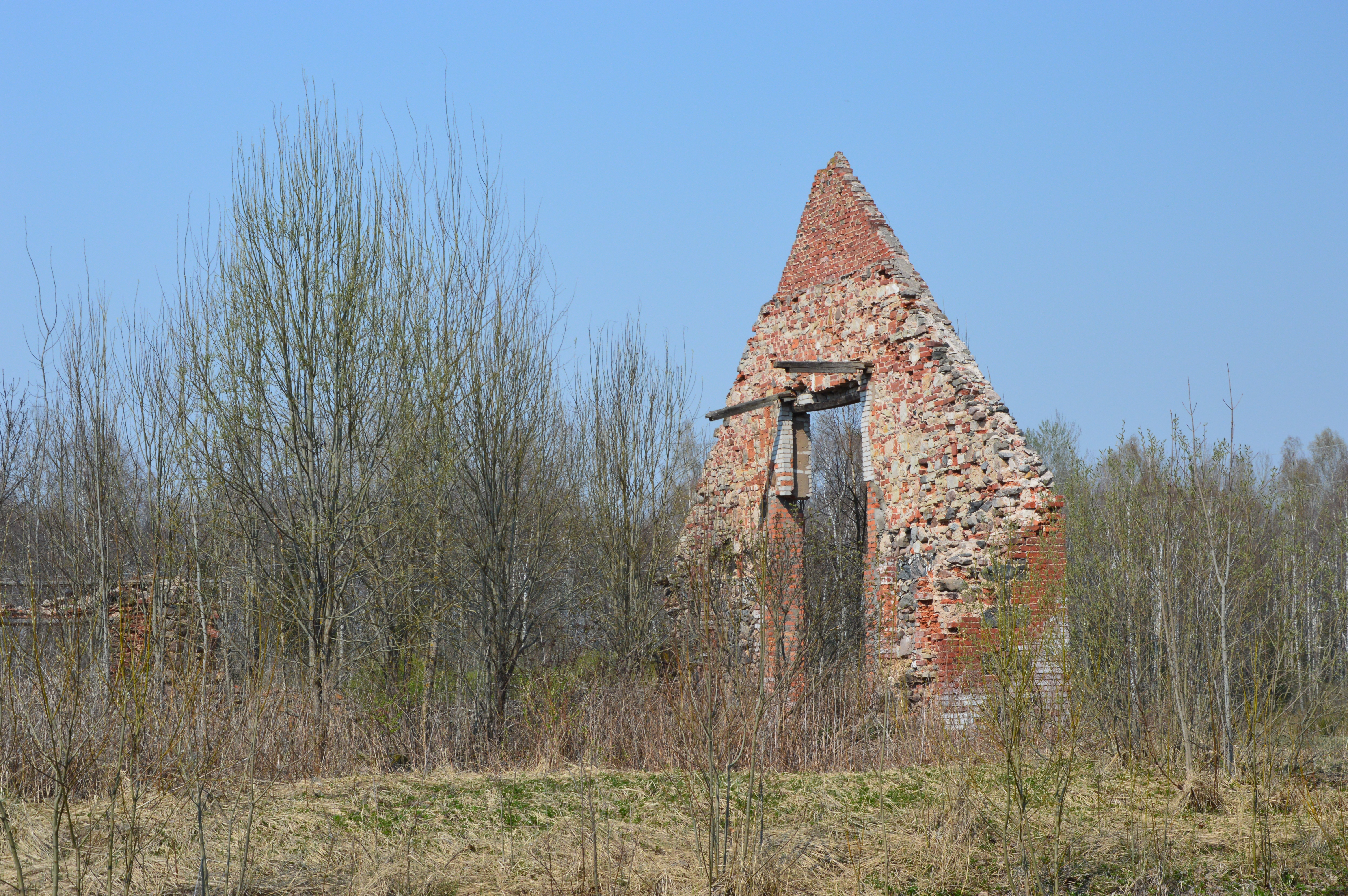
Restant van de herberg op het landgoed
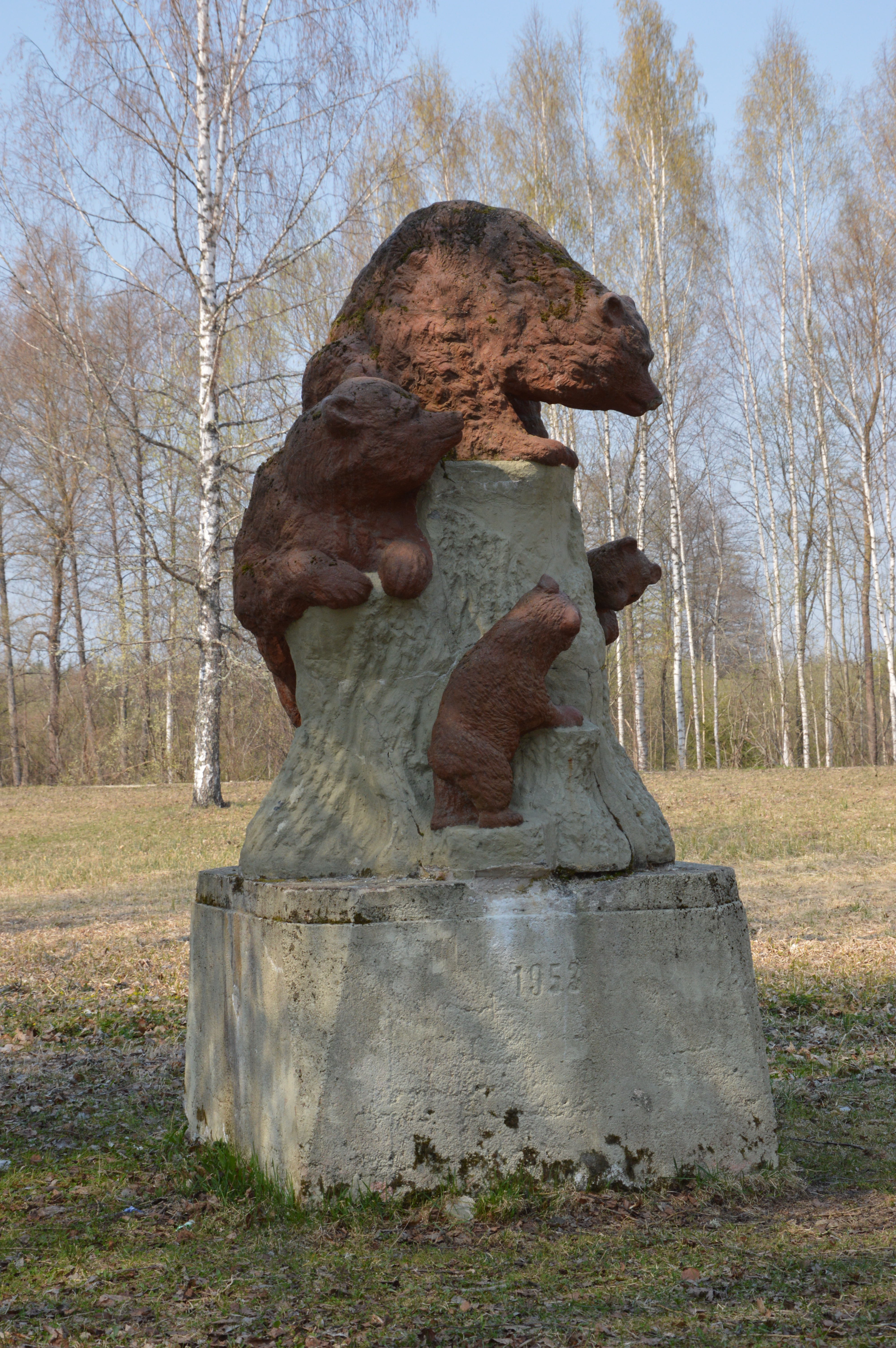
Sculptuur in het park